# Пускин, Григорий Антонович
Григорий Антонович Пускин (1929—1978) — советский передовик производства, тракторист колхоза «Коминтерн» Могилёвского района Могилёвской области. Герой Социалистического Труда (1966).

## Биография
Родился 26 октября 1929 года в деревне Полыковичи, Могилёвского района Могилёвской области в крестьянской семье.
С 1941 года после окончания четырёх классов в период начала Великой Отечественной войны начал свою трудовую деятельность колхозником в колхозе «Коминтерн» деревни Полыковичи, Могилёвского района Могилёвской области.
С 1947 года после обучения на курсах механизаторов при Казимировской машинно-тракторной станции Могилёвского района Могилёвской области начал работать трактористом-механизатором при машинно-тракторной станции Могилёвского района. С 1950 года был призван в ряды Советской армии.
С 1953 года после демобилизации из рядов Советской армии приехал на родину в деревню Полыковичи и устроился работать по своей специальности — трактористом-механизатором в колхоз «Коминтерн». На своём тракторе МТЗ-50 «Беларусь» Г. А. Пускин начал вырабатывать около 1100—1200 гектаров пахотной земли при норме — 900 гектаров, тем самым многократно перевыполнив установленный план. Г. А. Пускин был инициатором в колхозе экономии горючего и бережного отношения к технике, его личная техника служила ему не менее десяти лет и каждый год он экономил сотни килограммов горюче-смазочных материалов, эта экономия не сказывалась на производственных показателях его деятельности и взятых им на себя социалистических обязательствах.
В 1960 году Г. А. Пускин возглавил механизированное полеводческое звено колхоза «Коминтерн» и его звено начало каждый год получать с каждого гектара по — 170—180 центнеров клубней картофеля. Г. А. Пускин был постоянным участником Всесоюзной выставки достижений народного хозяйства (ВДНХ СССР), за свои трудовые достижения награждался медалями ВДНХ различных степеней достоинства.
23 июня 1966 года Указом Президиума Верховного Совета СССР «за выдающиеся успехи, достигнутые в развитии сельскохозяйственного производства и выполнении пятилетнего плана продажи государству продуктов земледелия и зерновых культур» Григорий Антонович Пускин был удостоен звания Героя Социалистического Труда с вручением ордена Ленина и золотой медали «Серп и Молот».
Скончался 30 апреля 1978 года деревне Полыковичи, Могилёвского района Могилёвской области, похоронен там же.

## Награды
- Медаль «Серп и Молот» (23.06.1966)
- Орден Ленина (23.06.1966)
- Медали ВДНХ